# Edificios falsos
Los edificios que utilizan el camuflaje urbano, a veces conocidos como viviendas transformadoras en situaciones específicas y comúnmente etiquetados como "edificios falsos" y "falsas fachadas" por el público, son estructuras o follies diseñados para disfrazar transformadores electrónicos y otros tipos de propiedades que son estéticamente desagradables en un entorno urbano. Estos edificios se encuentran comúnmente en pueblos y ciudades residenciales, donde se mezclan con la arquitectura circundante y ocultan la presencia de equipos ocultos.

## Historia
La popularización del camuflaje urbano se remonta a principios de 1900 cuando se introdujeron por primera vez subestaciones en Toronto, Canadá. Durante este período, los convertidores electrónicos se alojaban en moradas grandiosas en lugar de estar sin cubrir o disfrazados. Después de la tribulación de la Segunda Guerra Mundial, los suburbios comenzaron a florecer a nivel internacional. Debido a este destacado auge en la sociedad, la demanda de electricidad se expandió exponencialmente, y los arquitectos fueron llamados a encontrar lugares para subestaciones deseadas. Durante este proceso, Harold Alphonso Bodwell, un empleado de servicios públicos designado como diseñador principal, introdujo la idea de desmantelar viviendas no utilizadas para estas subestaciones a los directores. Uno de los primeros ejemplos conocidos de camuflaje urbano es de 1907, cuando 58 Joralemon Street en Nueva York fue adquirida por la Interborough Rapid Transit Company y desmantelada para ventilación del transporte subterráneo.

## Uso y ubicación
Aunque el camuflaje urbano se usa típicamente para ocultar subestaciones residenciales, hay una multitud de aplicaciones para la designación. En Los Ángeles, California, muchas de estas estructuras ocultan plataformas petrolíferas. Otras asignaciones incluyen torres de telefonía celular, búnkeres (a veces nucleares), estaciones de bombeo, y pozos de ventilación del metro. En última instancia, estos espejismos no se instalan inherentemente para prevenir el vandalismo o el robo, sino más bien para el ambiente de su área. El camuflaje urbano no solo mantiene el valor de la propiedad debido a su apariencia ambigua, sino que también conserva el diseño del lugar. Estas fachadas se pueden encontrar internacionalmente desde Nueva York, Nueva York y Los Ángeles, California hasta París, Francia y Londres, Reino Unido.

### Ubicaciones conocidas
La siguiente es una lista de ubicaciones conocidas que utilizan camuflaje urbano.

#### Para ventilación
- 145 calle La Fayette . Distrito 10 de París .
- Edificios afiliados al Holland Tunnel . Ciudad de Nueva York, Nueva York, Estados Unidos.
- 58 Joralemon Street para tránsito rápido. Brooklyn Heights, Brooklyn, Nueva York, Estados Unidos.
- 23/24 Leinster Gardens para tránsito rápido. Londres, Inglaterra, Reino Unido.

#### Para conversión de energía
- Laboratorio Conmemorativo Strecker . Southpoint Park, Isla Roosevelt, Nueva York, Estados Unidos.
- 51 W. Calle Ontario. Chicago, Illinois, Estados Unidos.
- 640 Millwood Road . Toronto, Ontario, Canadá.
- Calle Nelson 29 . Toronto, Ontario, Canadá.

## Diseño
La mayoría de los ejemplos de camuflaje urbano son similares al diseño de los edificios circundantes, pero no siempre es el caso. Algunas instancias, sin embargo, son menos convincentes debido a defectos de diseño causados por el equipo contenido u otras dificultades. Estos defectos incluyen ventanas oscurecidas;    la falta de techo,    puerta, cristales de ventana,  o algunas paredes cerradas;  extrusiones cerradas; señales de advertencia; y algunos componentes 3D impresos en lugar de replicados con materiales reales. 